# 10480 Дженіблу
10480 Дженіблу (10480 Jennyblue) — астероїд головного поясу, відкритий 15 травня 1982 року.
Тіссеранів параметр щодо Юпітера — 3,608.